# Дрі Гемінгвей
Дрі Луїза Крісман Гемінгвей (англ. Dree Louise Crisman Hemingway; нар. 4 грудня 1987) — американська модель та акторка, найбільш відома роллю Джейн у фільмі Шона Бейкера «Старлетка» (2012), за яку, зокрема, здобула нагороду імені Роберта Альтмана від кінопремії «Незалежний дух». Відтоді прославилася гучними модними кампаніями та роботою в незалежному кіно.

## Раннє життя та освіта
Дрі Гемінгвей народилася в курортному місті Сан-Веллі, штат Айдахо. Дочка акторки Маріель Гемінгвей та Стівена Крісмана, а також племінниця моделі та акторки Марго Гемінгвей і праонука письменника Ернеста Гемінгвея. Має молодшу сестру — художницю, акторку та модель Ленглі Фокс.
Виросла в Кетчумі, штат Айдахо, де відвідувала початкову школу Ернеста Гемінгвея. Пізніше переїхала до Каліфорнії та жила у Вестлейк-Вілледж. Два з половиною роки відвідувала християнську середню школу Оукс, але кинула навчання, аби продовжити кар'єру моделі. У 2003 році вона була представлена як дебютантка на паризькому Балу дебютанток (фр. Bal des débutantes).

## Кар'єра моделі
У березні 2009 року Гемінгвей дебютувала в Парижі на дефіле Givenchy сезону осінь-зима 2009—2010. У червні брала участь у курортному показі Calvin Klein у Нью-Йорку. У вересні відкрила показ весна-літо 2010 модного бренду Topshop у Лондоні.
У січні 2010 року вона стала новим обличчям рекламної кампанії Gianfranco Ferré. Пізніше виступила лідеркою нової рекламної кампанії для парфумів Attimo від Salvatore Ferragamo.
Навесні 2011 року стала моделлю для фотографій музиканта Браяна Адамса, опублікованих в нідерландському журналі Zoo Magazine.
Гемінгвей також брала участь у показах Shiatzy Chen, House of Holland, Karl Lagerfeld, Giles, Chanel і Rue du Mail та кампаніях для Gucci, Jean Paul Gaultier, Valentino, H&M, Chanel, Paco Rabanne і AY Not Dead. З'являлася на обкладинках та в редакційних статтях Harper's Bazaar, iD, V, W, Numéro та кількох національних видань Vogue.
У січні 2014 року поява інстаграм-фотографій Гемінгвей у в'язаному бікіні (англ. kiini) стала потужним поштовхом для його популярності.
У березні 2016 року з'явилася на розвороті журналу Playboy.

## Акторська кар'єра
Гемінгвей пішла стопами матері і тітки, почавши акторську кар'єру після модельної. Вона знімалася переважно в незалежному кіно. Перша головна роль була в незалежному фільмі «Старлетка» (2012) режисера Шона Бейкера. За цей фільм вона, разом з іншими акторами, була нагороджена премією Роберта Альтмана на церемонії вручення нагород «Незалежний дух». Крім того, за виконання головної ролі Джейн вона здобула нагороду Міжнародного Гамптонського кінофестивалю (Нью-Йорк).
У 2014 роках вийшли фільми «Послухай, Філіпе» та «Поки ми молоді», де акторка виконала ролі другого плану. У 2016 році на кінофестивалі «Трайбека» відбулася прем'єра фільмів «Людський сад» та «Живий вантаж» із Гемінгвей у головних ролях. У 2017 році знялася у фільмі Мішель Морган «Це сталося в Лос-Анджелесі», прем'єра якого відбулася на кінофестивалі «Санденс», а також у фільмі Рассела Гарбо «Кохання після кохання», який представили на кінофестивалі «Трайбека».
У 2018—2022 роках знімалася в таких фільмах, як «Єдиноріг» Роберта Шварцмана, «У стосунках» Сема Бойда, «Зачароване місто» Джоша Клауснера, «Володарі вулиць» Джона Своба, «Джилл» Стівена Майкла Гейса.
У 2023 році вийшов фільм «Кімната вбивств», де Гемінгвей виконала одну з основних ролей разом із відомими акторами: Ума Турман, Семюел Л. Джексон, Джо Манганьєлло, Дебі Мейзар.

## Благодійність
У 2020 році Дрі Гемінгвей долучилася до благодійної ініціативи #TogetherBand, яка підтримує Цілі сталого розвитку ООН. Вона взяла участь у кампанії на підтримку мети №5 – досягнення гендерної рівності.